# Gottlob Schuberth
Gottlob Schuberth, född den 11 augusti 1778 i Carsdorf, död den 18 februari 1846 i Hamburg, var en tysk musiker. Han var far till Julius och Louis Schuberth.
Schuberth fick sin musikaliska utbildning i Jena som lärjunge till Stamitz på violin. Han flyttade 1804 till Magdeburg, där han blev känd som virtuos på klarinett och oboe. År 1838 bosatte han sig i Hamburg. Han komponerade pianomusik.